# Public Broadcasting Services
Die Public Broadcasting Services (PBS) sind die öffentliche Rundfunkanstalt für Hörfunk und Fernsehen auf Malta. 

## Geschichte
PBS wurde am 11. November 1975 unter dem Namen Xandir Malta gegründet und trat noch im selben Jahr der Europäischen Rundfunkunion (EBU) bei. Damals war man neben der Maltese Broadcasting Authority (MBA) das zweite maltesische Mitglied. Heute ist PBS alleiniger Vertreter Maltas bei der EBU.
Vorgänger von Xandir Malta war die Malta Television Service Ltd, welche von Rediffusion, einem Sender mit Sitz in London betrieben wurde. Die erste Übertragung fand am 11. November 1935 in Ħamrun statt. Am 29. September 1962 eröffnete Rediffusion Ltd. einen Fernsehdienst, der die maltesischen Inseln abdeckte.
Seit 2010 wurde die Fernsehausstrahlung auf DVB-T umgestellt. Die beiden öffentlich-rechtlichen Sender TVM und ED22 sendeten als erstes im Digitalformat.

## Angebot

### Radio
- Radju Malta – Vollprogramm
- Radju Malta 2 – Schwerpunkt auf Kultur, Politik und Nachrichten
- Magic Malta

### Fernsehen
- TVM – Vollprogramm
- TVMNews+ (ehemals ED22 bzw. TVM 2) – Schwerpunkt auf Nachrichten und Bildung
- TVMSport+ – Schwerpunkt auf Sportübertragungen